# Szlak rowerowy 24C
Szlak rowerowy 24C – czerwony znakowany szlak rowerowy w województwie śląskim.

## Charakterystyka
Jest to jedna z głównych tras rowerowych, tzw. trasa pierwszorzędna na Górnym Śląsku. Szlak rowerowy rozpoczyna się w Chałupkach przy granicy z Czechami, a następnie przebiega m.in. przez Jastrzębie-Zdrój, Cieszyn, Skoczów, Ustroń, Wisłę, aż do Jasnowic. W swym początkowym etapie między Chałupkami a Jastrzębiem-Zdrojem szlak pokrywa się z międzynarodową trasą rowerową EuroVelo 4 (oznaczoną w Polsce jako R-4 ). Na początku jak i końcu, szlak łączy się z czeską krajową trasą rowerową nr 56 (długości 90 km), przez co razem tworzy pętlę. Zarówno polska jak i czeska strona szlaku przebiega przez teren Euroregionu Śląsk Cieszyński, dlatego też cały szlak nazywany jest Pętlą rowerową Euroregionu Śląsk Cieszyński.
Dokładny przebieg szlaku można zobaczyć na tej mapie LINK

## Przebieg szlaku
- Chałupki
- Zabełków
- Olza
- Uchylsko
- Gorzyczki
- Łaziska
- Godów
- Gołkowice
- Jastrzębie-Zdrój
- Marklowice Górne
- Zebrzydowice
- Kaczyce
- Pogwizdów
- Cieszyn
- Dzięgielów
- Goleszów
- Kozakowice
- Bładnice
- Skoczów
- Harbutowice
- Ustroń
- Wisła
- Istebna
- Jasnowice

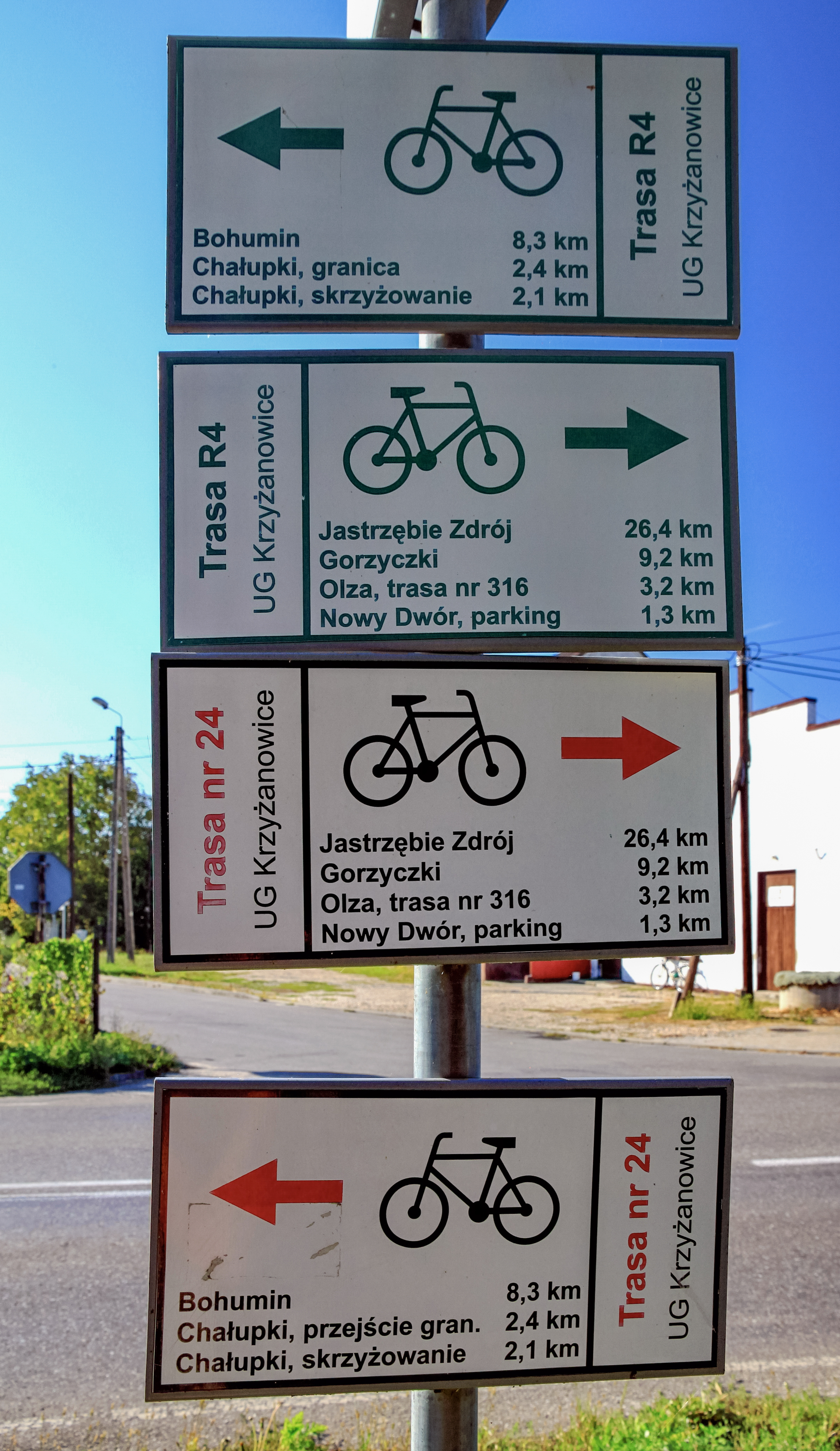
Tablice trasy rowerowej 24C w Zabełkowie w gminie Krzyżanowice
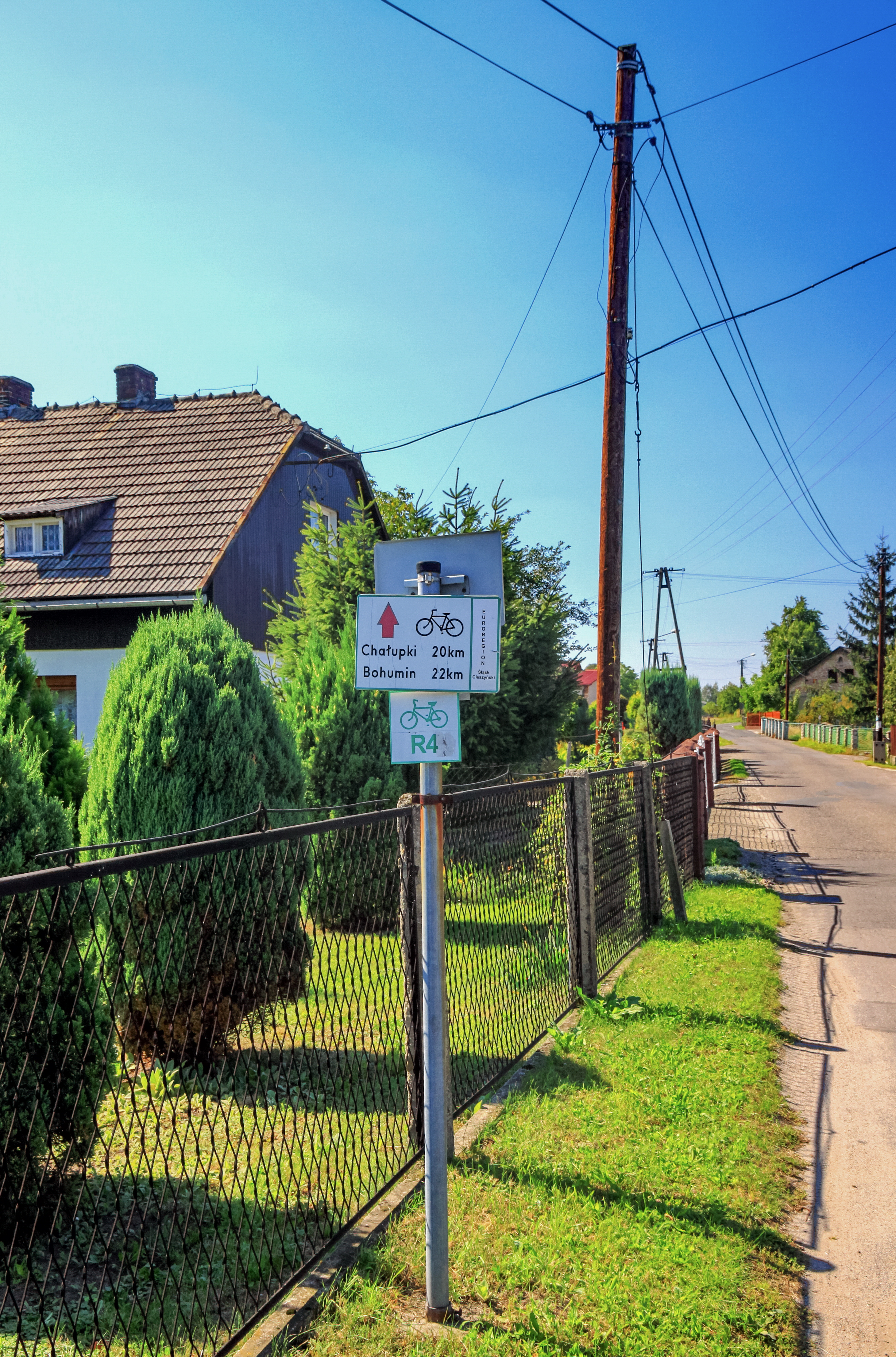
Tablica trasy rowerowej 24C w Gołkowicach w gminie Godów
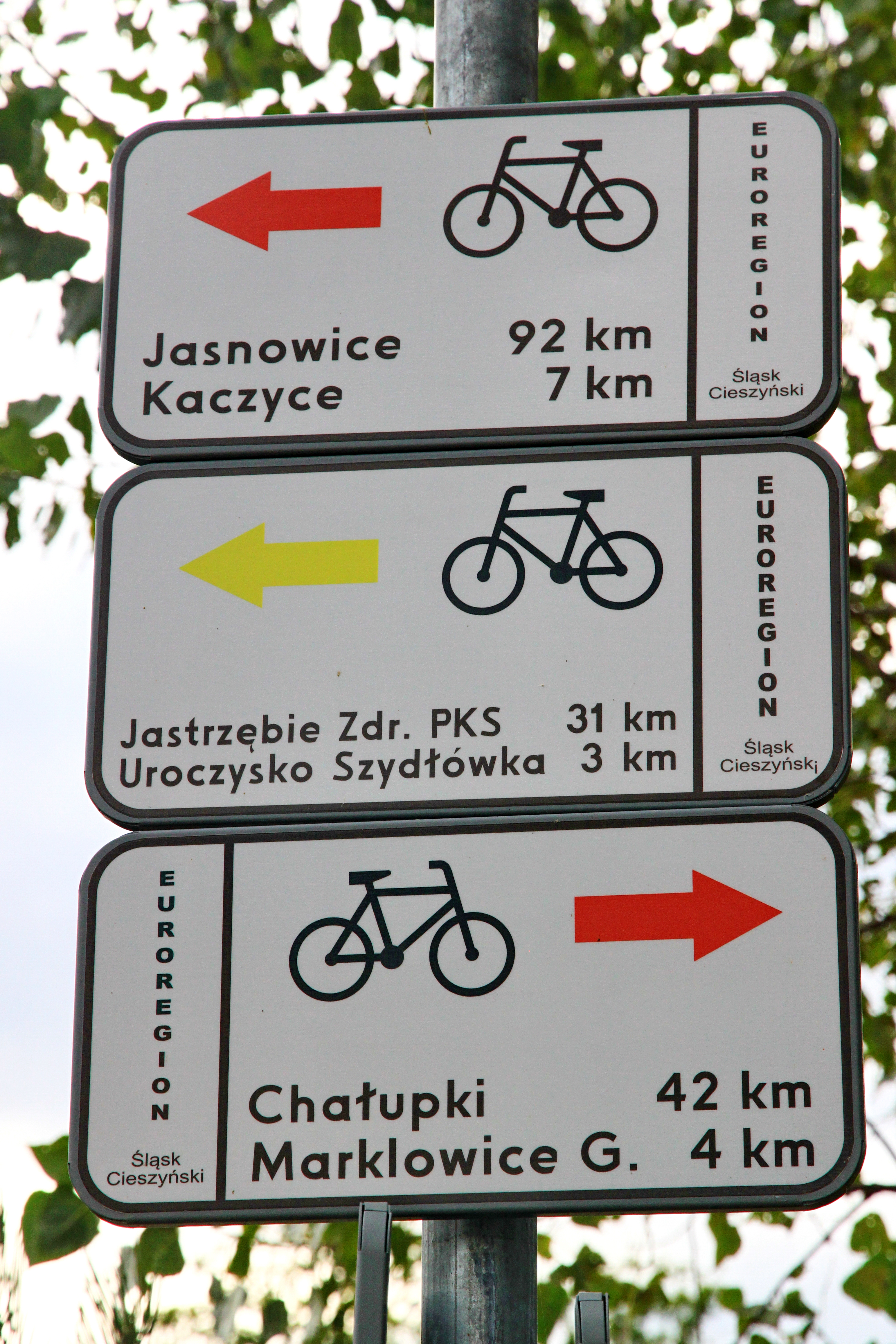
Tablice trasy rowerowej 24C w Zebrzydowicach
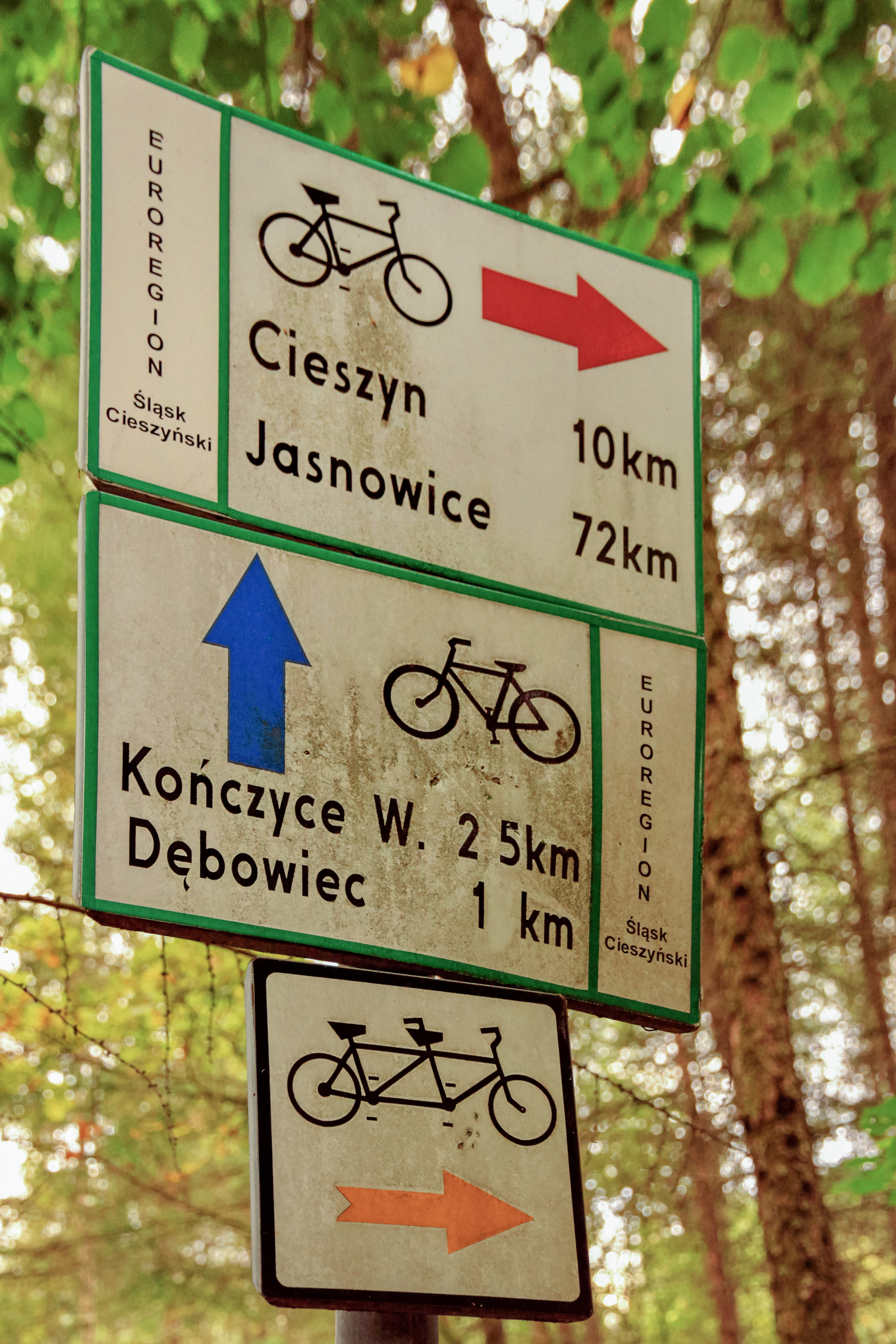
Tablica trasy rowerowej 24C w Kaczycach
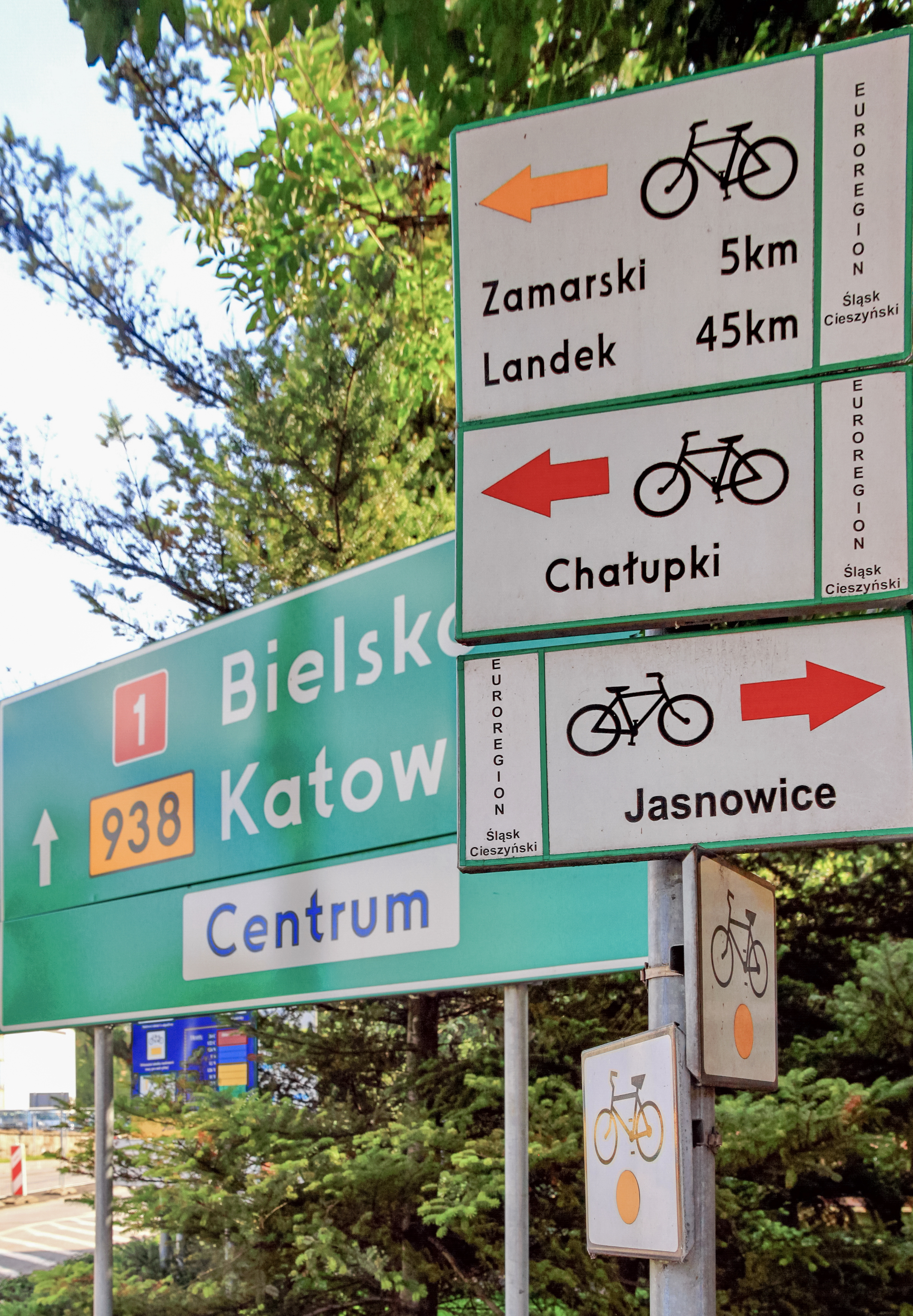
Tablice trasy rowerowej 24C w Cieszynie
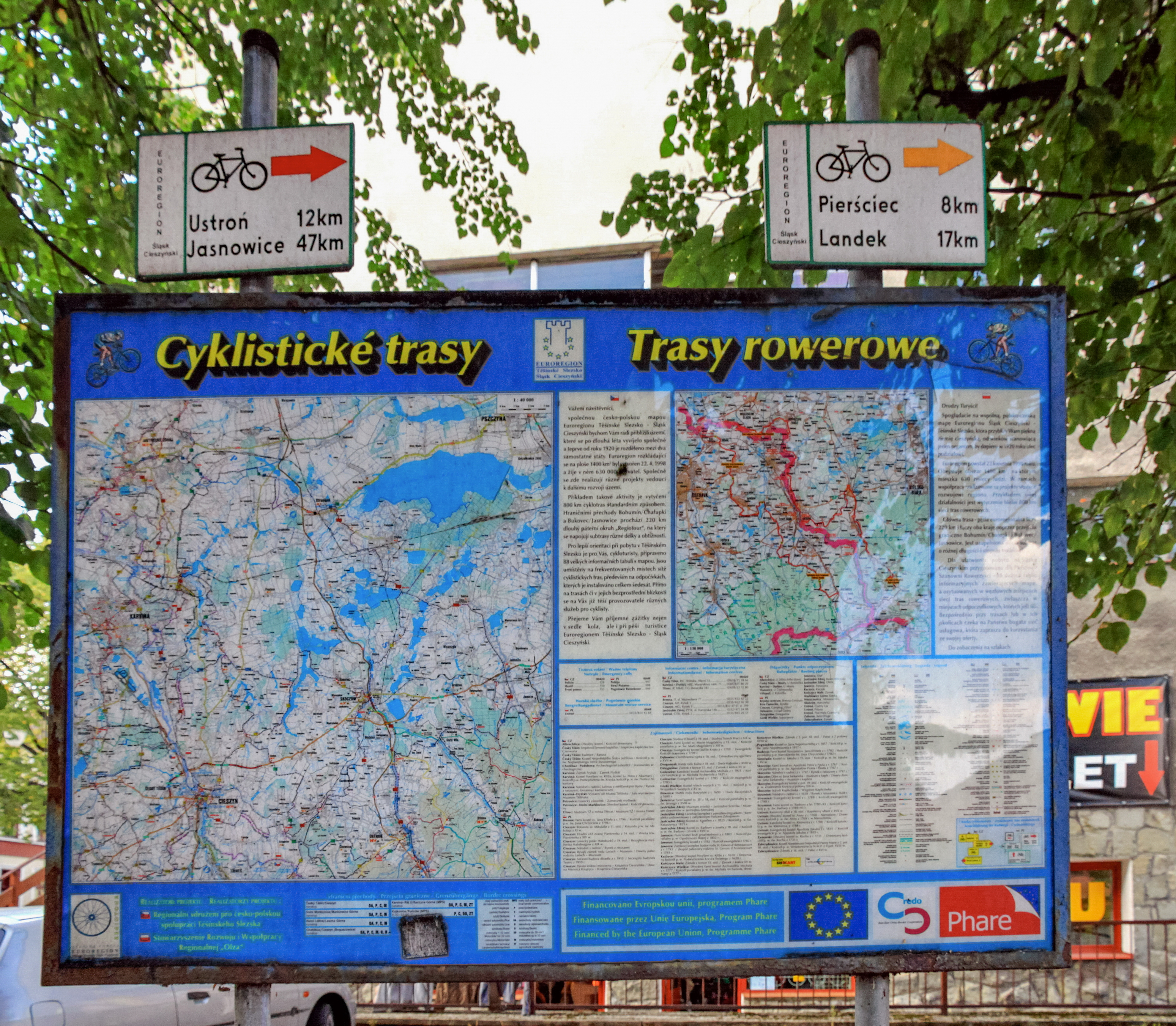
Tablica trasy rowerowej 24C w Skoczowie
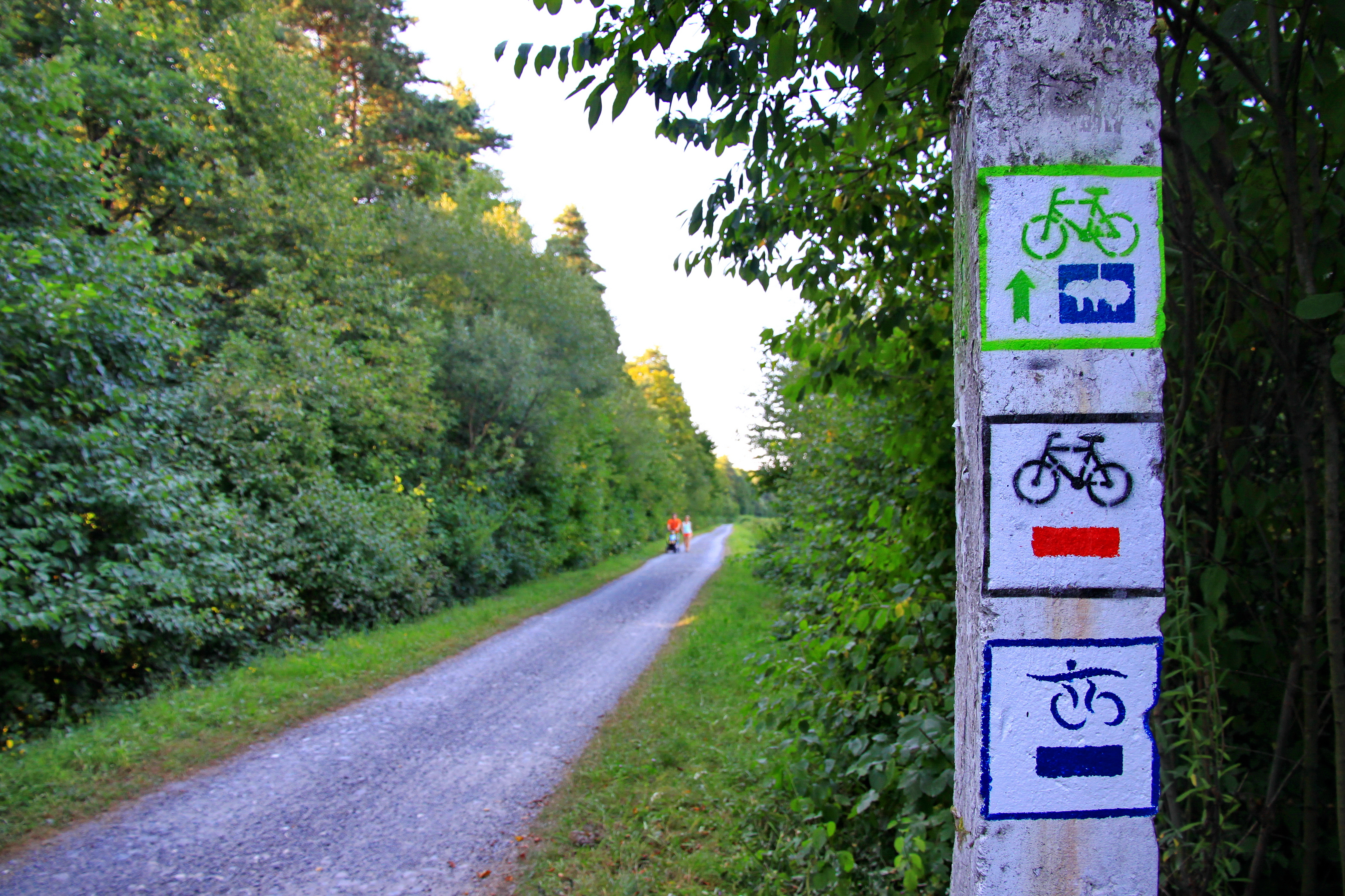
Malowania trasy rowerowej 24C w Ustroniu-Nierodzimiu
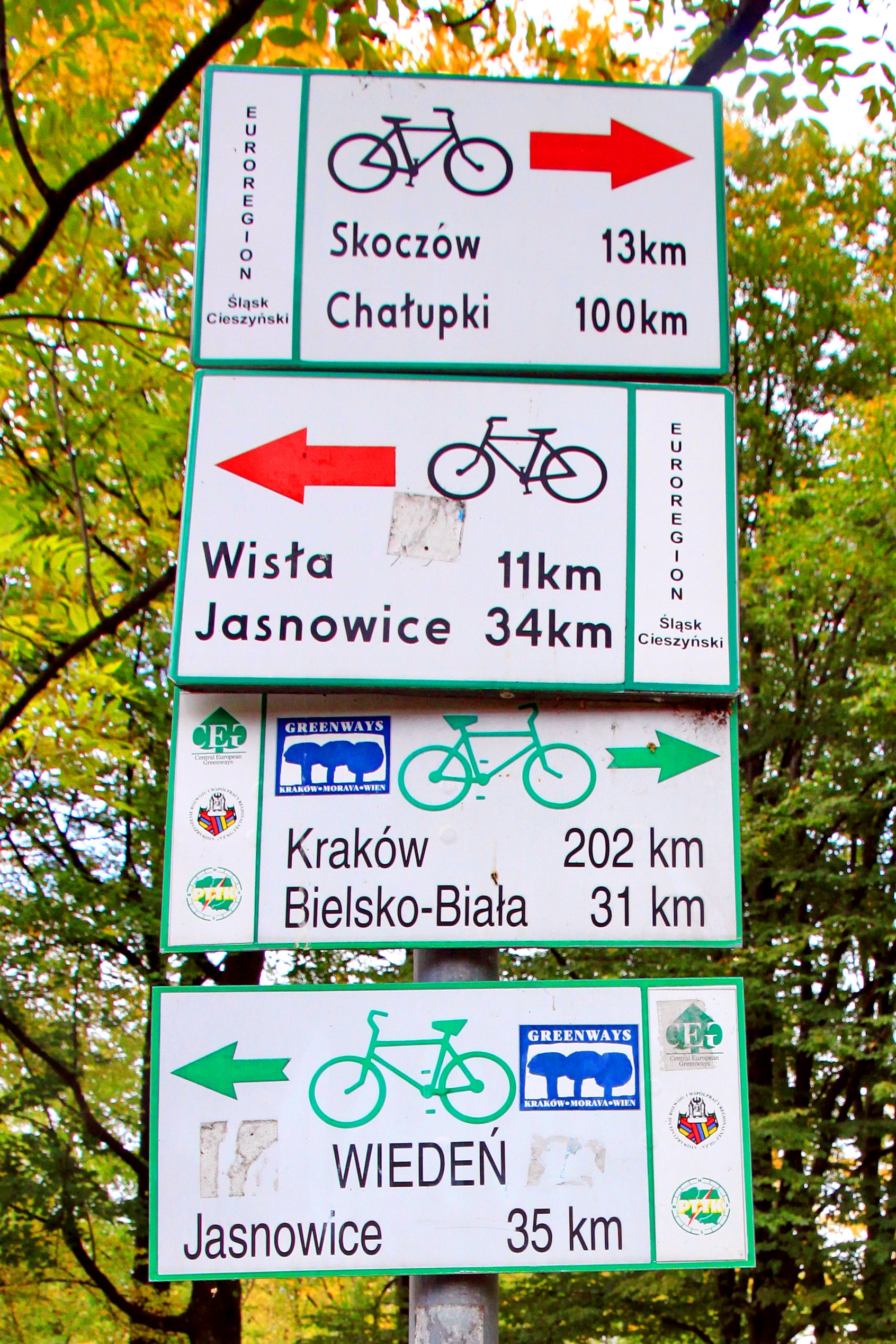
Tablice trasy rowerowej 24C w Ustroniu
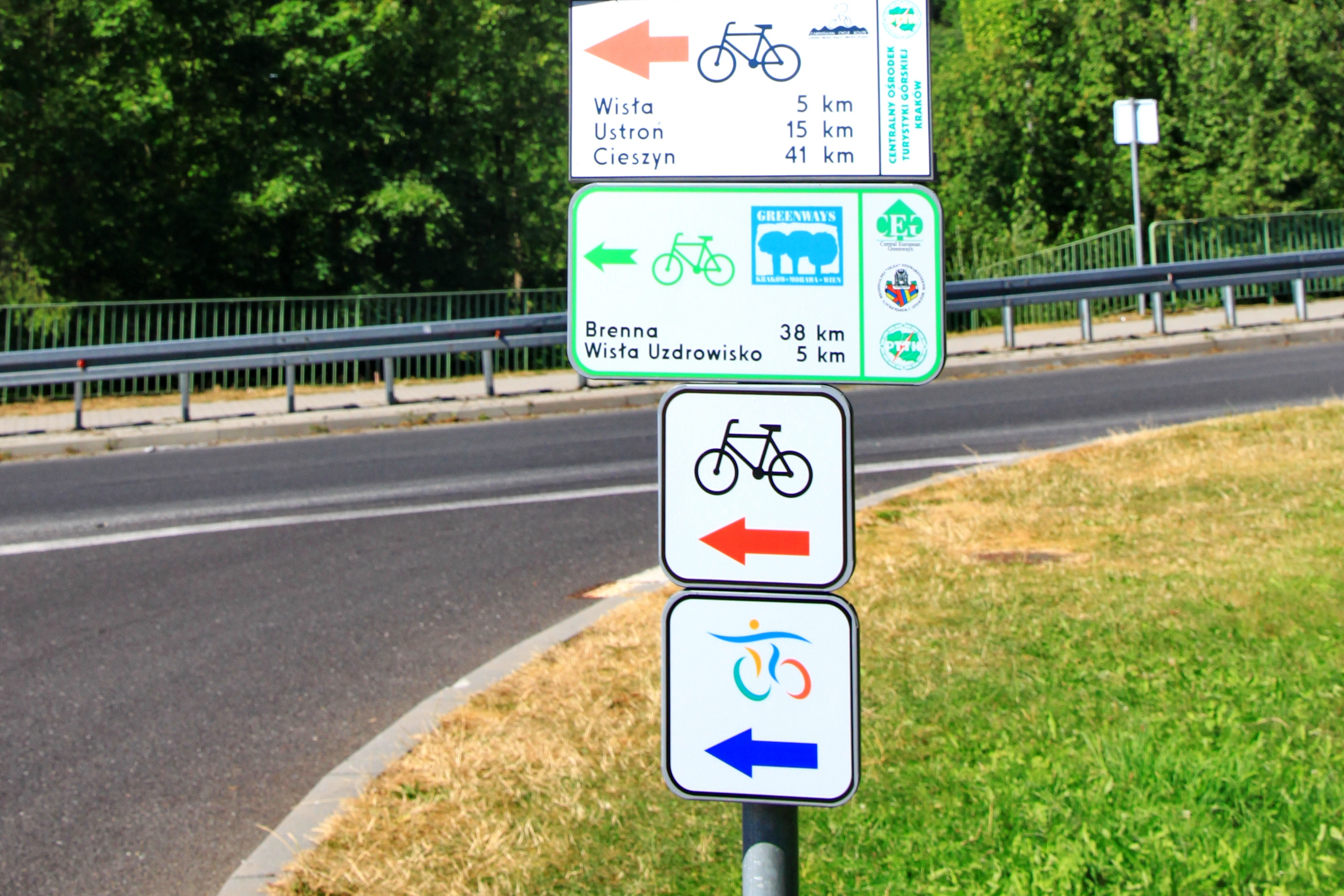
Tabliczka trasy rowerowej 24C w Wiśle-Głębce
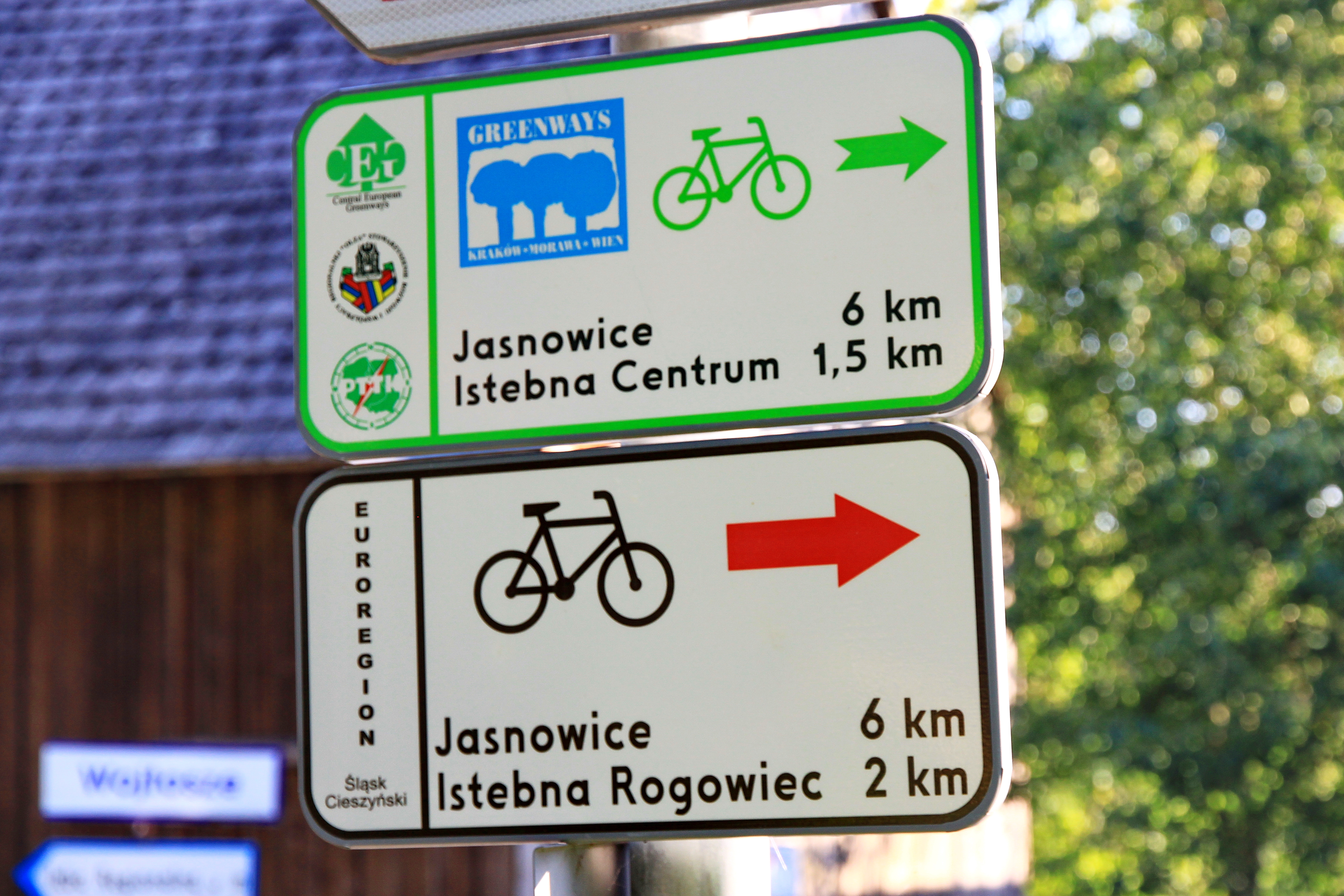
Tablica trasy rowerowej 24C w Istebnej